# جنوب مرکزی چین
جنوب مرکزی چین (چینی: 中南; پین‌یین: Zhōngnán; ت.ت. 'Central-South') منطقه‌ای در چین است که استان‌های گوانگ‌دونگ، هاینان، هنان، هوبئی و نیز منطقه خودمختار گوانگشی را شامل می‌شود. همچنین دو منطقه ویژه اداری هنگ کنگ و ماکائو نیز در محدوده جنوب مرکزی چین قرار دارند.
به دلیل تفاوت در آداب و رسوم شهری و موقعیت جغرافیایی، جنوب مرکزی چین را می‌توان بیشتر به دو منطقه جنوب چین و مرکز چین تقسیم کرد.

## تقسیمات کشوری
| GB | ISO 3166-2:CN | تقسیمات سطح استانی | نام چینی                                   | مرکز        | جمعیت       | تراکم     | مساحت   | مخفف.    |
| -- | ------------- | ------------------ | ------------------------------------------ | ----------- | ----------- | --------- | ------- | -------- |
| HA | ۴۱            | استان هنان         | 河南省 Hénán Shěng                         | ژنگژو       | ۹۴٬۰۲۳٬۵۶۷  | ۵۶۳٫۰۱    | ۱۶۷٬۰۰۰ | 豫 Yù    |
| HB | ۴۲            | هوبئی              | 湖北省 Húběi Shěng                         | ووهان       | ۵۷٬۲۳۷٬۷۴۰  | ۳۰۷٫۸۹    | ۱۸۵٬۹۰۰ | 鄂 È     |
| HN | ۴۳            | هونان              | 湖南省 Húnán Shěng                         | چانگشا      | ۶۵٬۶۸۳٬۷۲۲  | ۳۱۲٫۷۷    | ۲۱۰٬۰۰۰ | 湘 Xiāng |
| GD | ۴۴            | گوانگ‌دونگ          | 广东省 Guǎngdōng Shěng                     | گوانگ‌ژو     | ۱۰۴٬۳۰۳٬۱۳۲ | ۵۷۹٫۴۶    | ۱۸۰٬۰۰۰ | 粤 Yuè   |
| GX | ۴۵            | گوانگشی            | 广西壮族自治区 Guǎngxī Zhuàngzú Zìzhìqū    | ناننینگ     | ۴۶٬۰۲۶٬۶۲۹  | ۱۹۵٫۰۲    | ۲۳۶٬۰۰۰ | 桂 Guì   |
| HI | ۴۶            | هاینان             | 海南省 Hǎinán Shěng                        | هایکو (شهر) | ۸٬۶۷۱٬۵۱۸   | ۲۵۵٫۰۴    | ۳۴٬۰۰۰  | 琼 Qióng |
| HK | ۹۱            | هنگ کنگ            | 香港特别行政区 Xiānggǎng Tèbié Xíngzhèngqū | هنگ کنگ     | ۷٬۰۶۱٬۲۰۰   | ۶٬۳۹۶٫۰۱  | ۱٬۱۰۴   | 港 Gǎng  |
| MC | ۹۲            | ماکائو             | 澳门特别行政区 Àomén Tèbié Xíngzhèngqū     | ماکائو      | ۵۵۲٬۳۰۰     | ۱۹٬۰۴۴٫۸۲ | ۲۹      | 澳 Ào    |

## شهرهای با مساحت شهری بیش از یک میلیون نفر
مراکز استان‌ها به صورت پررنگ نوشته شده‌اند.
| #  | شهر         | مساحت شهری | مساحت بخش  | املاک شهری | استان | تاریخ سرشماری |
| -- | ----------- | ---------- | ---------- | ---------- | ----- | ------------- |
| ۱  | شنژن        | ۱۰٬۳۵۸٬۳۸۱ | ۱۰٬۳۵۸٬۳۸۱ | ۱۰٬۳۵۸٬۳۸۱ | GD    | ۲۰۱۰-۱۱-۰۱    |
| ۲  | گوانگ‌ژو     | ۹٬۷۰۲٬۱۴۴  | ۱۱٬۰۷۱٬۴۲۴ | ۱۲٬۷۰۱٬۹۴۸ | GD    | ۲۰۱۰-۱۱-۰۱    |
| ۳  | ووهان       | ۷٬۵۴۱٬۵۲۷  | ۹٬۷۸۵٬۳۸۸  | ۹٬۷۸۵٬۳۸۸  | HB    | ۲۰۱۰-۱۱-۰۱    |
| ۴  | دونگوان     | ۷٬۲۷۱٬۳۲۲  | ۸٬۲۲۰٬۲۰۷  | ۸٬۲۲۰٬۲۰۷  | GD    | ۲۰۱۰-۱۱-۰۱    |
| ۵  | هنگ کنگ     | ۷٬۰۷۱٬۵۷۶  | ۷٬۰۷۱٬۵۷۶  | ۷٬۰۷۱٬۵۷۶  | HK    | 2011-06-30    |
| ۶  | فوشان       | ۶٬۷۷۱٬۸۹۵  | ۷٬۱۹۷٬۳۹۴  | ۷٬۱۹۷٬۳۹۴  | GD    | ۲۰۱۰-۱۱-۰۱    |
| ۷  | ژنگژو       | ۳٬۶۷۷٬۰۳۲  | ۴٬۲۵۳٬۹۱۳  | ۸٬۶۲۷٬۰۸۹  | HA    | ۲۰۱۰-۱۱-۰۱    |
| ۸  | شانتو       | ۳٬۶۴۴٬۰۱۷  | ۵٬۳۲۹٬۰۲۴  | ۵٬۳۸۹٬۳۲۸  | GD    | ۲۰۱۰-۱۱-۰۱    |
| ۹  | چانگشا      | ۲٬۹۶۳٬۲۱۸  | ۳٬۰۹۲٬۲۱۳  | ۷٬۰۴۰٬۹۵۲  | HN    | ۲۰۱۰-۱۱-۰۱    |
| ۱۰ | ژونگشان     | ۲٬۷۴۰٬۹۹۴  | ۳٬۱۲۱٬۲۷۵  | ۳٬۱۲۱٬۲۷۵  | GD    | ۲۰۱۰-۱۱-۰۱    |
| ۱۱ | ناننینگ     | ۲٬۶۶۰٬۸۳۳  | ۳٬۴۳۴٬۳۰۳  | ۶٬۶۵۸٬۷۴۲  | GX    | ۲۰۱۰-۱۱-۰۱    |
| ۱۲ | هویژو       | ۱٬۸۰۷٬۸۵۸  | ۲٬۳۴۴٬۶۳۴  | ۴٬۵۹۸٬۴۰۲  | GD    | ۲۰۱۰-۱۱-۰۱    |
| ۱۳ | لوئویانگ    | ۱٬۵۸۴٬۴۶۳  | ۱٬۹۲۶٬۰۷۹  | ۶٬۵۴۹٬۹۴۱  | HA    | ۲۰۱۰-۱۱-۰۱    |
| ۱۴ | هایکو (شهر) | ۱٬۵۱۷٬۴۱۰  | ۲٬۰۴۶٬۱۷۰  | ۲٬۰۴۶٬۱۷۰  | HI    | ۲۰۱۰-۱۱-۰۱    |
| ۱۵ | ژیانگمن     | ۱٬۴۸۰٬۰۲۳  | ۱٬۸۲۲٬۶۱۴  | ۴٬۴۵۰٬۷۰۳  | GD    | ۲۰۱۰-۱۱-۰۱    |
| ۱۶ | شیانگیانگ   | ۱٬۴۳۳٬۰۵۷  | ۲٬۱۹۹٬۶۹۰  | ۵٬۵۰۰٬۳۰۷  | HB    | ۲۰۱۰-۱۱-۰۱    |
| ۱۷ | لیوژوو      | ۱٬۴۱۰٬۷۱۲  | ۱٬۴۳۶٬۵۹۹  | ۳٬۷۵۸٬۷۰۴  | GX    | ۲۰۱۰-۱۱-۰۱    |
| ۱۸ | جوهای       | ۱٬۳۶۹٬۵۳۸  | ۱٬۵۶۲٬۵۳۰  | ۱٬۵۶۲٬۵۳۰  | GD    | ۲۰۱۰-۱۱-۰۱    |
| ۱۹ | هنگیانگ     | ۱٬۱۱۵٬۶۴۵  | ۱٬۱۳۳٬۹۶۷  | ۷٬۱۴۸٬۳۴۴  | HN    | ۲۰۱۰-۱۱-۰۱    |
| ۲۰ | ایچانگ      | ۱٬۰۴۹٬۳۶۳  | ۱٬۴۱۱٬۳۸۰  | ۴٬۰۵۹٬۶۸۶  | HB    | ۲۰۱۰-۱۱-۰۱    |
| ۲۱ | ژانژیانگ    | ۱٬۰۳۸٬۷۶۲  | ۱٬۶۱۱٬۸۶۸  | ۶٬۹۹۴٬۸۳۲  | GD    | ۲۰۱۰-۱۱-۰۱    |
| *  | ماکائو      | ۵۵۲٬۵۰۳    | ۵۵۲٬۵۰۳    | ۵۵۲٬۵۰۳    | MO    | 2011-08-12    |